# サーブ・9-5
9-5（ナイン・ファイブ）は、スウェーデンの自動車会社サーブが1997年から2011年にかけて製造・販売していた乗用車である。

## 初代 YS3E (1997-2010年)
1987年にデビューしたサーブの最高級車種の9000の後継として、ゼネラルモーターズ傘下に入った後の1997年の秋に発表された。日本やアメリカ市場には1998年から導入された。
2002年と2006年にフロントグリルやリアランプ周りのデザインを中心にマイナーチェンジが行われた。
なお、2009年12月に中華人民共和国の北京汽車との間で第1世代「9-5」の知的財産権とパワートレイン技術、生産設備一式を売却することで基本合意している。

### ボディタイプ
ゼネラルモーターズ傘下のオペルとの共通プラットフォームが使用され、エンジンもオペルと共通のものが一部グレードで使用されていた。ボディタイプは4ドアセダン型、ステーションワゴン型の「エステート」の2種類がある。

### エンジンタイプ
エンジンは2.0Lの直列4気筒ターボ、2.3Lの直列4気筒ターボ、3.0LのV型6気筒のガソリンエンジン、さらにはいすゞ自動車製のV型6気筒ディーゼルエンジンなどがある。年式・グレードにより出力などが変更されている。

### 装備
前席シートヒーターが全グレードに標準装備されるほか、ドアハンドルや各操作系が、手袋をつけたままでも操作しやすいデザインとなっている。また、フロントスクリーン用のウォッシャータンクが大容量のものとされている。ヘッドランプのワイパーもオプション（上級モデルには標準装備）で用意された。
サイドエアバッグやABS、ESCなどの安全装備が用意される他、トランクスルーや数ヶ国語での表示が可能なインフォメーションシステム、トリップコンピュータも標準装備された。イグニッションキーの位置は、サーブの伝統を踏襲してセンターコンソールに置かれている。
ルーフのフィンタイプアンテナ（シャークアンテナ・ドルフィンアンテナとも言われる）をいち早く採用した。

### 日本での販売
輸入はヤナセにより1998年より開始された。後にGMアジア・パシフィック・ジャパンに移行している。エンジンは2.3Lの直列4気筒ターボと、3.0LのV型6気筒のガソリンエンジンを搭載したモデルが販売されている。前席シートヒーターのほか、サイドエアバッグやABS、ESCなどの安全装備が標準装備された。
2002年と2006年にフロントグリルやリアランプ周りのデザインを中心にマイナーチェンジが行われ、グレードも「リニア」、「アーク」、「ヴェクター」、「エアロ」と分けられた。
2009年にはセダンの輸入が終了し、日本に輸入されるモデルは第一世代のエステート（グレードは「リニア」に相当する2.3Lターボ）の、1車種1グレードのみとなった。

## 2代目 YS3G (2010-2011年)
2009年のフランクフルト・モーターショーで試作モデルが発表された。第1世代と同様にゼネラルモーターズのプラットフォームが使用されるものの、ボディサイズは全長が5mを超えるなど大型化された。
エンジンは、直列4気筒の1.6Lターボ、1.8Lターボ、2.0Lターボのほか、V型6気筒の2.8Lも用意されている。また、トランスミッションは6速ATと6速MTが用意されている。
2010年より販売されることが発表されたものの、ゼネラルモーターズの経営危機による傘下離脱と経営権のスパイカー・カーズへの譲渡の決定を受けた後に生産が開始された。
ボディは4ドアセダンのみ。ワゴンボディの「スポーツコンビ」はパイロットモデルが試作されたものの、2011年末にサーブが経営破綻したことで量産はされなかった。

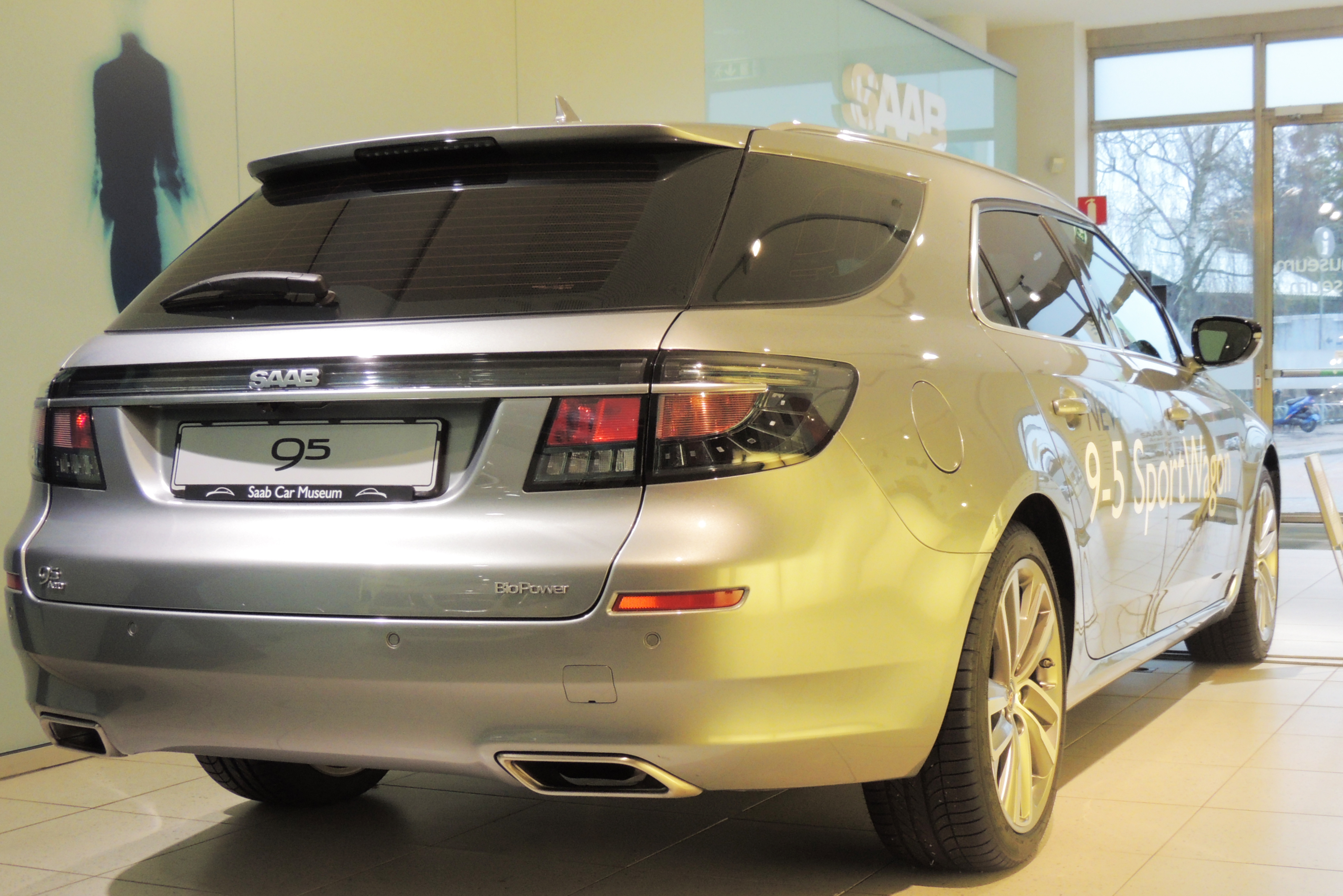
スポーツコンビ

### 日本での販売
2011年3月18日に発売された。エンジンは2.0Lの直列4気筒ターボと2.8LのV型6気筒ターボを搭載している。グレードは「ヴェクター」（FF及びXWD）、「エアロ」（XWDのみ）の2グレード3モデルで、9-5としては初めてXWDモデルが投入された。2011年末、サーブの経営破綻に伴い販売終了。